# Hodruša-Hámre
Hodruša-Hámre ist eine Gemeinde in der Mittelslowakei.
Der Ort wurde 1971 aus den Gemeinden Banská Hodruša (wurde 1952 vor allem aus dem auf Deutsch als Hodritsch bekannten Teil von Banská Štiavnica gebildet) und Dolné Hámre (Unter-Hammer) gebildet. 1980 wurde dann noch die Gemeinde „Kopanice“ (Gerode) angeschlossen.

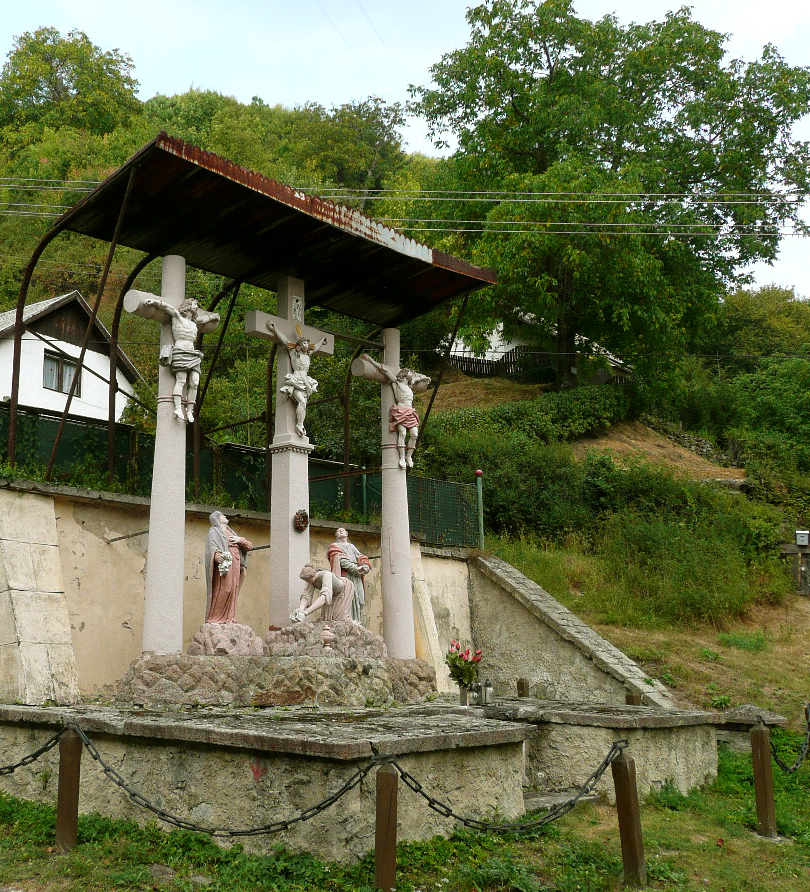
Kalvarienberg Ortsteil Banská Hodruša

## Bevölkerung
| Jahr                | 1994 | 2004    | 2014    | 2024    |
| ------------------- | ---- | ------- | ------- | ------- |
| Anzahl der Personen | 2399 | 2288    | 2212    | 1992    |
| Unterschied         |      | −4,62 % | −3,32 % | −9,94 % |

| Jahr                | 2023 | 2024    |
| ------------------- | ---- | ------- |
| Anzahl der Personen | 1996 | 1992    |
| Unterschied         |      | −0,20 % |